# 微刺上節蜱
微刺上節蜱（学名：Epitrimerus parvispina）为節蜱科上節蜱屬下的一个种。